# Fulda (däcktillverkare)

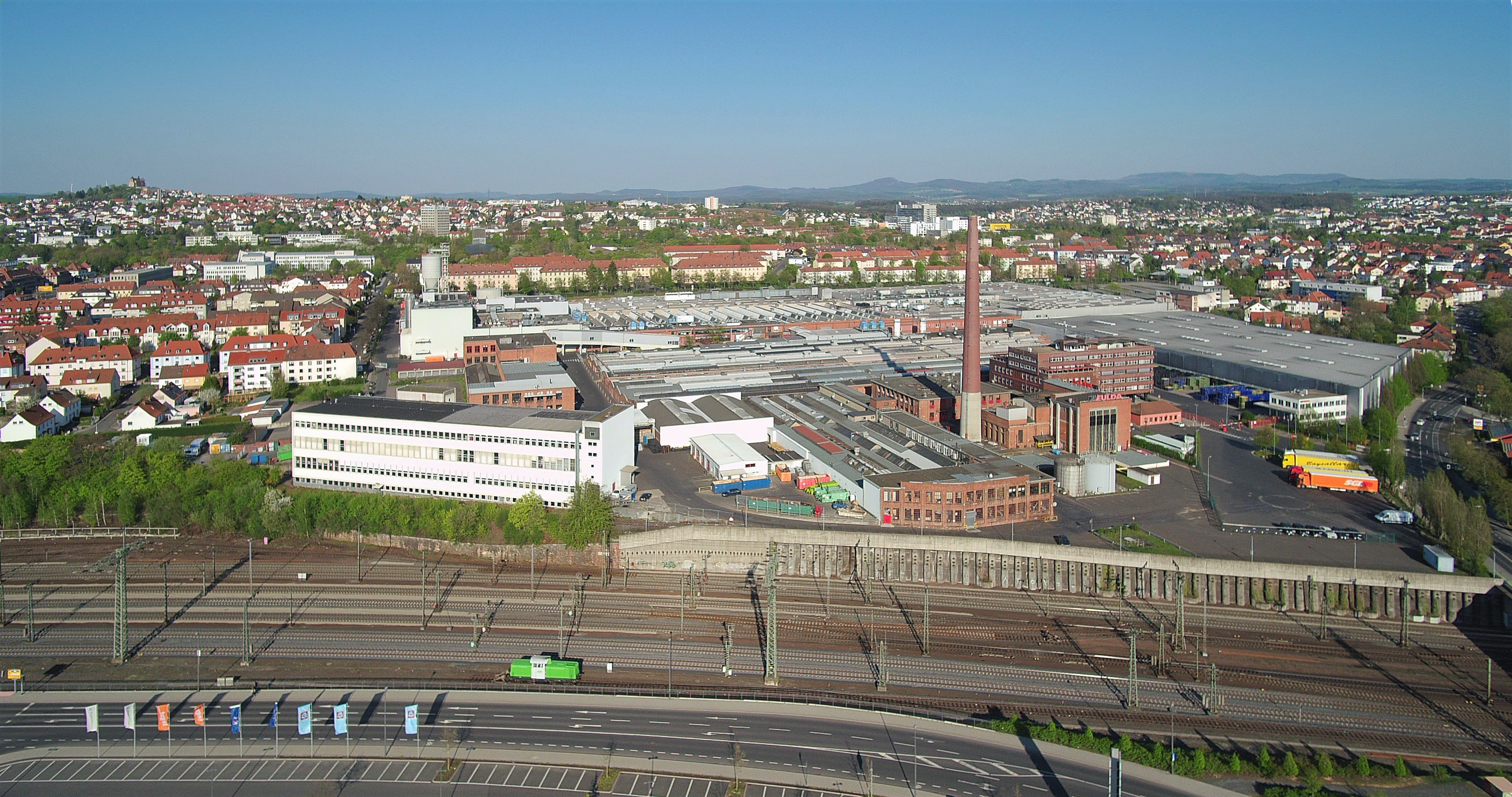
Fulda Reifen

Fulda Reifen GmbH & Co. KG, tysk däcktillverkare i Fulda, grundad 1900, ingår sedan 1962 i Goodyear (Goodyear Dunlop Tires Germany GmbH). Tidigare kallade sig företaget Gummiwerke Fulda.